# Hemichloreis
Hemichloreis är ett släkte av fjärilar. Hemichloreis ingår i familjen mätare.
Kladogram enligt Catalogue of Life:
| Hemichloreis | \| \| Hemichloreis exoterica \| \| \| \| \| \| Hemichloreis theata \| \| \| \| |
|              | \| \| Hemichloreis exoterica \| \| \| \| \| \| Hemichloreis theata \| \| \| \| |
|              | Hemichloreis exoterica                                                         |
|              |                                                                                |
|              | Hemichloreis theata                                                            |
|              |                                                                                |